# Junkers Ju 288
Lo Junkers Ju 288 "Reihe" fu un bombardiere bimotore ad ala alta ed impennaggio bideriva, sviluppato dall'azienda aeronautica tedesca Junkers Flugzeug- und Motorenwerke AG nei tardi anni trenta e rimasto alla fase di prototipo.
Destinato alla Luftwaffe, venne costruito in 22 esemplari in varie configurazioni e diverse motorizzazioni senza mai arrivare ad un modello definitivo.

## Storia del progetto
Nel luglio 1939 il Technisches Amt (ufficio tecnico) del Reichsluftfahrtministerium, ministero che nella Germania del periodo hitleriano sovraintendeva l'intera aviazione tedesca, emanò una specifica per la fornitura di un nuovo modello di bombardiere medio, indicato come "Bombardiere B", al fine di sostituire i bimotori pari ruolo allora in servizio, gli He 111, Do 17 e Ju 86, o in fase di immissione ai reparti, come lo Ju 88. Questo programma doveva integrarsi con quello per un bombardiere strategico (designato Bomber B), allora in fase di sviluppo. La specifica emessa dal Technisches Amt era molto esigente, infatti si richiedeva un bombardiere medio capace di operare sia di giorno che di notte, ed idoneo al volo ad alta quota. La velocità massima doveva essere di circa 670 km/h, ottenuta grazie a due supermotori allora in fase di sviluppo. I propulsori in linea prescelti per equipaggiare il velivolo erano il Daimler-Benz DB 604 e lo Junkers Jumo 222. Questi propulsori, dotati di differente architettura, disponevano di 24 cilindri, raffreddati a liquido. La fusoliera doveva essere pressurizzata per poter raggiungere un'elevata quota di tangenza. Il carrello d'atterraggio era triciclo, con le gambe principali retrattili nella parte posteriore delle gondole motori. Il ruotino di coda era anch'esso retrattile. L'equipaggio previsto era formato da 3 membri, installati in una cabina pressurizzata. L'aereo doveva disporre di un pesante armamento difensivo, su più torrette telecomandate, ognuna dotata di quattro-sei mitragliatrici MG 81 da 7,92 mm. Il carico bellico offensivo massimo doveva raggiungere i 3.000 kg.
Questo programma doveva consentire di realizzare un bombardiere medio dalle più moderne caratteristiche possibili, che consentisse di sostituire i bombardieri in linea con la Luftwaffe all'inizio della seconda guerra mondiale. Gli Heinkel He 111, Dornier Do 17 e Junkers Ju 88 cominciavano infatti a risentire della loro anzianità ed impostazione progettuale.
Al bando di concorso parteciparono la Arado Flugzeugwerke GmbH, la Dornier-Werke GmbH, la Focke-Wulf Flugzeugbau AG, la Henschel Flugzeugwerke AG e la stessa Junkers GmbH.

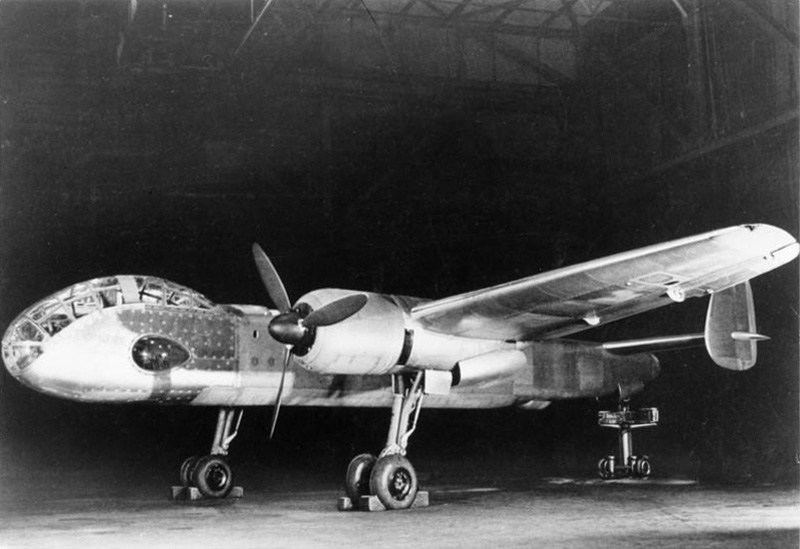
Lo Ju 288 V1, primo prototipo ad essere realizzato.

Nel 1937 la Junkers aveva già presentato all'RLM un progetto simile a quello realizzato per la specifica, designato EF 73, il quale era un'evoluzione del precedente Ju 88 pensato per poter utilizzare i più potenti motori Jumo 222 a 24 cilindri che stavano sviluppando in azienda, o in alternativa i diesel Jumo 223 già in produzione. Tuttavia un'ulteriore specifica da parte dell'RLM impose l'utilizzo dei nuovi propulsori Daimler-Benz DB 606 sviluppati dall'accoppiamento di due DB 601, per cui la Junkers dovette modificare ulteriormente il progetto. Nel maggio 1939 arrivò agli stabilimenti Junkers di Dessau il professor Heinrich Hertel, proveniente dalla Heinkel Flugzeugwerke AG. Egli assunse l'incarico di responsabile dello sviluppo dei nuovi progetti. In risposta alla specifica relativa al Bombardiere B emessa dalla Luftwaffe, Hertel, coadiuvato dall'ingegner Brunolf Baade come responsabile del progetto, diresse la progettazione della proposta Junkers, designata EF 74. Il Reichsluftfahrtministerium suggerì a Hertel di tenere in maggior considerazione le difficoltà tecniche legate alla progettazione, come l'impianto di raffreddamento ad evaporazione superficiale, rivedendo nel contempo i calcoli sull'autonomia.
Il progetto EF 73 venne profondamente rivisto da Hertel. Fu adottato un doppio impennaggio di coda, aumentata l'apertura alare fino a 18.30 m, accorciata la fusoliera e modificato l'armamento difensivo, che divenne tutto a controllo remoto. Si permetteva così l'installazione delle armi difensive nelle posizioni ritenute più utili, ovviando al problema di realizzare una fusoliera interamente pressurizzata. Il carico bellico offensivo, completamente contenuto all'interno di una stiva ventrale, arrivava a 3.000 kg. Tale scelta ovviava alla resistenza aerodinamica imposta dai carichi subalari e consentiva una aumentata velocità massima, migliorando nel contempo manovrabilità rispetto allo Ju 88 da cui derivava. Il progetto EF 74 venne presentato all'RLM nel maggio del 1939 e fu dichiarato vincitore prima della presentazione degli altri progetti, assumendo la denominazione ufficiale di Junkers Ju 288. Agli unici due velivoli che meritarono attenzione, il Focke-Wulf Fw 191 e il Dornier Do 317, venne lasciata la possibilità di ulteriore sviluppo.
Il simulacro dell'abitacolo venne esaminato dal Technisches Amt a Dessau nel dicembre 1939. Dopo l'approvazione il Reichsluftfahrtministerium richiese la costruzione di un simulacro in scala 1:1, contemporaneamente alla progettazione in dettaglio del velivolo. 
Il mock-up definitivo del nuovo bombardiere venne ispezionato il 29 maggio 1940. Pochi giorni dopo la Junkers ricevette l'ordine per la costruzione di tre prototipi. Tuttavia, su iniziativa privata, la costruzione del primo prototipo, designato Ju 288 V1, era stata iniziata già nel febbraio del 1940. 

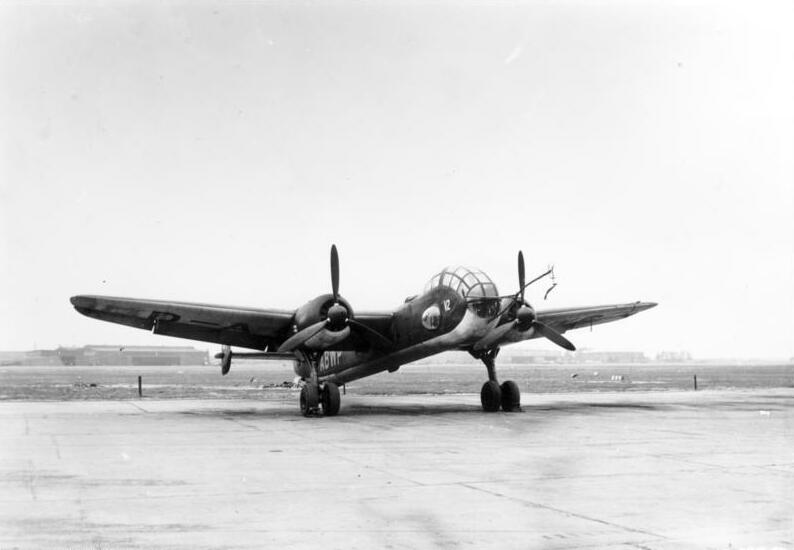
Secondo prototipo, V2, dello Ju 288 in sosta, 1941.

Per accelerare lo sviluppo del nuovo velivolo la Junkers decise di utilizzare dei dimostratori di tecnologia. Otto furono ricavati da prototipi dello Junkers Ju 88 e tre da Junkers Ju 86.  Gli JU 86 V31, Ju 86P V28 e JU 86 (matricola W.Nr. 0294) disponevano di alcuni componenti, impiantistica e abitacolo pressurizzato. Lo Ju 88 V1 (matricola D-AQUEN) per scarico carburante, equilibratori e verifica della visibilità in caso di maltempo o pioggia. Lo Ju 88 V2 (matricola D-ASAZ) con abitacolo ed alettoni dello Ju 288. Lo Ju 88 V5 (matricola D-ATYU) per impennaggio di coda ed abitacolo. Lo Ju 88 V16 per i timoni di coda. Lo Ju 88 V17 per l'impiantistica. Gli Ju 88 V23 e Ju 88 V42 per la correzione dell'assetto dello stabilizzatore. 
Le prove con questi velivoli iniziarono nella primavera del 1940, concludendosi nella primavera dell'anno seguente. Il prototipo Ju 288 V1(matricola D-AACS) venne completato nell'autunno del 1940, e dopo un breve ciclo di prove al suolo, andò in volo per la prima volta il 29 novembre 1940.

L'aereo era dotato dei meno potenti propulsori BMW 801 A invece che dei previsti Jumo 222, a causa dei problemi di sviluppo incontrati con gli Jumo.
Il collaudatore, capitano Holzbaur, riferì che le capacità di volo del velivolo si rivelarono al disotto delle aspettative tanto da richiedere una modifica strutturale con l'estensione della fusoliera nel tratto posteriore. I primi motori Junkers Jumo 222 adatti all'utilizzo in volo non arrivarono prima dell'ottobre del 1941 ma ormai era chiaro che difficilmente questi propulsori sarebbero stati disponibili per la produzione in serie. Quando ci si rese conto che lo Jumo 222 era destinato a non risolvere mai i propri problemi, nel maggio del 1942 la Junkers propose la sostituzione degli stessi con i più pesanti Daimler-Benz DB 606.
A causa della politica intrapresa dall'RLM nell'insistere sulla produzione di bombardieri tattici e dei problemi tecnici legati ai motori, lo sviluppo di tutto il progetto risentì pesantemente della nebulosità espressa sul reale ruolo di utilizzo dello Ju 288. Come misura provvisoria venne fatta richiesta alla Junkers di un nuovo bombardiere denominato Ju 188, il quale non era che il solito Ju 88 dotato di minimi aggiornamenti che però avrebbe dovuto integrare anche la cabina pressurizzata già realizzata per lo Ju 288.
Nel gennaio del 1943 uno dei prototipi dello Junkers Ju 288, il V101, venne presentato presso l'Erprobungsstelle di Reichlin ad una delegazione di ufficiali della Regia Aeronautica. L'aereo non venne mai ufficialmente offerto agli alleati né, sembra, vi sia stato alcun interessamento della Regia Aeronautica, da sempre orientata ai trimotori o ai quadrimotori, per l'acquisto o la produzione su licenza del velivolo.
Nella primavera del 1943 il Feldmaresciallo Hermann Göring decise, finalmente, di avviare la produzione in serie dello Junkers Ju 288 che, secondo il piano di forniture (Lieferplan) del Reichsluftfahrtministerium emesso nel giugno 1943, avrebbe dovuto iniziare l'anno successivo e raggiungere una produzione mensile di 120 esemplari nel gennaio 1945.  Il piano di forniture ufficializzato a fine dicembre 1943, ma predisposto un mese prima, non faceva più alcuna menzione dello Ju 288. Il protocollo del 23 marzo 1944 stabilì la fine ufficiale del programma, che era costato fino ad allora la notevole cifra di novanta milioni di Reichsmark. In quell'anno la situazione bellica tedesca precipitò rapidamente e venne data la priorità alla produzione di velivoli con compiti di difesa aerea. La produzione totale riguardò 22 prototipi.

## Tecnica
Bombardiere strategico bimotore, idoneo anche al bombardamento in picchiata, di costruzione interamente metallica. La fusoliera aveva sezione rettangolare di dimensioni 0.97 x1.40 metri, suddivisa in tre sezioni. La sezione anteriore era costituita dall'abitacolo, non pressurizzato, che ospitava i quattro membri dell'equipaggio. La sezione centrale, attraversata dall'ala, nella parte inferiore disponeva di una stiva bombe lunga 7,9 metri in grado di contenere tutti i tipi di armamento di caduta in uso alla Luftwaffe. Nella parte superiore della stiva si trovavano quattro serbatoti di carburante, tre da 470 litri ed uno da 390 litri. La sezione caudale ospitava il vano di retrazione del ruotino di coda, oltre a diversi equipaggiamenti. L'ala, in configurazione alta, era strutturata su un longherone principale che attraversava la fusoliera, ed uno ausiliario. Era suddivisa in una sezione centrale rettangolare che reggeva le gondole motori e due esterne rastremate con due diversi angoli di freccia al bordo d'entrata e a quello d'uscita. Il bordo d'uscita alare era interamente occupato dalle superfici mobili. Esternamente si trovavano gli alettoni, internamente gli ipersostentatori, divisi in due parti. I freni di picchiata, quando installati, erano disposti sopra e sotto le sezioni esterne degli ipersostentatori, nelle quali rientravano in posizione di riposo.
I piani di coda disponevano di doppie derive convergenti verso l'interno, i timoni erano dotati di alette di correzione per tutta la lunghezza. Gli elementi principali del carrello d'atterraggio disponevano di una singola gamba, dotata di due ruote affiancate. Essi rientravano nelle gondole dei propulsori con movimento verso l'avanti.
I propulsori erano due Daimler-Benz DB 610A-1/B-1 a 24 cilindri, raffreddati a liquido, eroganti 2.950 CV a livello del mare. La capacità carburante massima era di 5.282 litri.
L'armamento difensivo, interamente telecomandato a distanza, disponeva di un cannone Mauser MG 151/20 da 20 mm in un impianto FHL 151 in posizione caudale, e sei mitragliatrici Rheinmetall-Borsig MG 131 da 13 mm in affusti binati FDL-A 131Z sotto il muso, FDL-B 131Z in posizione dorsale e FDL-C 131Z in posizione ventrale. Il carico di caduta massimo era pari a 3.000 kg.

## Versioni

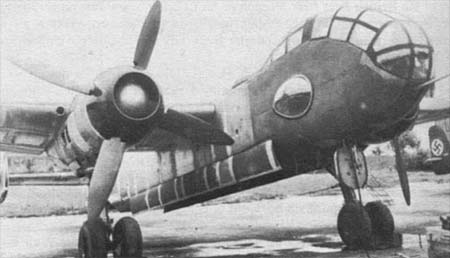
Lo Ju 288 V5, BG+BU, motorizzato Junkers Jumo 222, con i portelli dello scompartimento bombe aperti.

Ju 288 A
i primi sette prototipi, da V1 a V7, quattro motorizzati con propulsori radiali BMW 801A a 18 cilindri da 1,600 hp e tre, a partire dall'esemplare V5 con gli Junkers Jumo 222A-1/B-1 da 2.500 hp. Tali prototipi erano triposto, con abitacolo pressurizzato. Primo volo il 25 novembre 1940 nelle mani del collaudatore Holzbaur. Successivamente i primi quattro prototipi vennero rimotorizzati con due propulsori in linea Daimler-Benz DB 606A-1/B-1 a 24 cilindri “coupled”, basati sull'accoppiamento di due propulsori Daimler Benz DB 601 a 12 cilindri a V invertita. Tali propulsori erogavano 2.663 hp (1,985 kW).
Caratteristiche tecniche: due motori in linea Junkers Jumo 222A-1/B-1 da 2.500 hp; apertura alare 18.29 m (60 ft.); lunghezza 15.89 m (52 ft. 2 in); altezza 4.15 m (13 ft. 7 in); superficie alare m²; peso a vuoto 11.900 kg (26,240 lb),   massimo al decollo 17.645 kg (38,900 lb); velocità massima 670 km/h (416 mph); autonomia 3.600 km (2,237 miles); tangenza 10.300 m. Armamento su quattro mitragliatrici Rheinmetall-Borsig MG 131 da 13 mm
Ju 288 B
ulteriori sette prototipi, da V8 a V14, quadriposto, con cellule leggermente allargate e migliore armamento difensivo.
Caratteristiche tecniche: due motori in linea Junkers Jumo 222A-1/B-1 da 2.500 hp; apertura alare 22.65 m (74 ft. 4 in); lunghezza 17.79 m (58 ft. 4.75 in); altezza 4.50 m (14 ft. 9 in); superficie alare 64.6 m² (696 ft²); peso a vuoto kg,  totale 20.950 kg (46,186 lb), massimo al decollo 21.000 kg (46,300 lb); velocità massima 625 km/h (388 mph); rateo di salita iniziale 435 m/min (1,420 ft/min); autonomia 2.700 km (1,678 miles); tangenza 9.300 m (30,500 ft. Armamento su un cannone Mauser MG 151/20 da 20 mm o Mauser MG 151/15 da 15 mm, sei mitragliatrici Rheinmetall-Borsig MG 131 da 13 mm e 3.000 kg (6,614 lb) di bombe in stiva ventrale
Ju 288 C
gli ultimi otto prototipi, da V101 a V108. Questi velivoli disponevano di un impianto propulsivo basato su due motori in linea Daimler-Benz DB 610A-1/B-1 a 24 cilindri “coupled” eroganti 2.950 CV a 0 m. Questa sarebbe stata la versione definitiva selezionata per la produzione in serie dal 1944, ma il programma fu abbandonato alla fine di quell'anno.
Caratteristiche tecniche: due motori in linea Daimler-Benz DB 610A-1/B-1 a 24 cilindri, raffreddati a liquido, da 2.950 CV a 0 m; apertura alare 22.65 m (74 ft. 4 in); lunghezza 18.12 m (59 ft. 5.75 in); altezza 4.50 m (14 ft. 9 in); superficie alare m²; peso a vuoto 13.400 kg (29,546 lb),   massimo al decollo 22.450 kg (49,493 lb); velocità massima 655 km/h (407 mph); autonomia 2.600 km (1,616 miles); tangenza 10.370 m. Armamento su un cannone Mauser MG 151/20 da 20 mm e sei mitragliatrici Rheinmetall-Borsig MG 131 da 13 mm, 3.000 kg (6,614 lb) di bombe in stiva ventrale e 4,409 lb esternamente.
Ju 288C-0
proposta di una sottoversione dotata di abitacolo quadriposto pressurizzato. Non realizzata
Ju 288 C-1
prima versione di serie, con abitacolo quadriposto non pressurizzato, ordinata in 26 esemplari. Solamente il primo velivolo (matricola W.-Nr 300151) venne completato e portato in volo dal capitano collaudatore Holzbaur, che lo trasferì da Dessau a Bernburg, dove doveva essere adattato al volo in picchiata. La costruzione del secondo velivolo di serie (matricola W.-Nr 310152) venne interrotta prima dell'assemblaggio finale.  La costruzione di ulteriori 14 aerei fu abbandonata in stadi di completamento più o meno avanzati.
Caratteristiche tecniche: due motori in linea Daimler-Benz DB 610A-1/B-1 da 2.950 CV a 0; apertura alare 22.60 m; lunghezza 18.15 m; altezza 5.00 m; superficie alare 64.70 m²; peso a vuoto 13.000 kg,   totale 18.400 kg; massimo al decollo 21.800 kg; carico alare 284 kg/m²; rapporto peso:potenza 3,12 kg/CV; velocità massima 655 km/h a 6.500 m, di crociera 520 km/h a 6.500 m; velocità di salita 8,2 m/sec; autonomia 2.800 km; tangenza 10.370 m. Armamento su un cannone Mauser MG 151/20 da 20 mm, sei mitragliatrici Rheinmetall-Borsig MG 131 da 13 mm, e 3.000 kg di bombe.
Ju 288 D
proposta di una versione dotata di modifiche all'armamento difensivo caudale. Realizzato sotto forma di simulacro mock-up.
Ju 288Eprogetto di una versione dotata di cannone anticarro BK 5 da 50 mm posizionato nel muso. Secondo alcune fonti alcuni dei prototipi sarebbero stati consegnati alla Luftwaffe dotati di tale modifica, ma non vi sono prove a sostegno di ciò.
Ju 288G
proposta formulata dall'ufficio tecnico della Junkers nel 1943 e relativa ad uno Ju 288 armato con un cannone senza rinculo Rheinmetall-Borsig Gerät 104 Münchausen da 355 mm posizionato nella stiva. Con esso si dovevano effettuare attacchi antinave in picchiata verticale dalla quota di 4.000 m, sparando un singolo colpo. Il cannone doveva essere installato sul prototipo Ju 288 V201, ma tale progetto venne abbandonato in favore dei missili aria-superficie. Alcune fonti indicano che in realtà il proiettile da 400 kg era una bomba perforante, del diametro di 355 mm, priva di governale, inserita nell'anima di un pezzo d'artiglieria dello stesso calibro. Il proiettile veniva lanciato tramite una carica esplosiva allo scopo di aumentarne la velocità di caduta e, conseguentemente, quella di impatto.

### Pubblicazioni
- Nico Sgarlato, I grandi aerei storici. Ju 188-388 & 288, Parma, Delta Editrice, settembre-ottobre 2012.